# Montappone

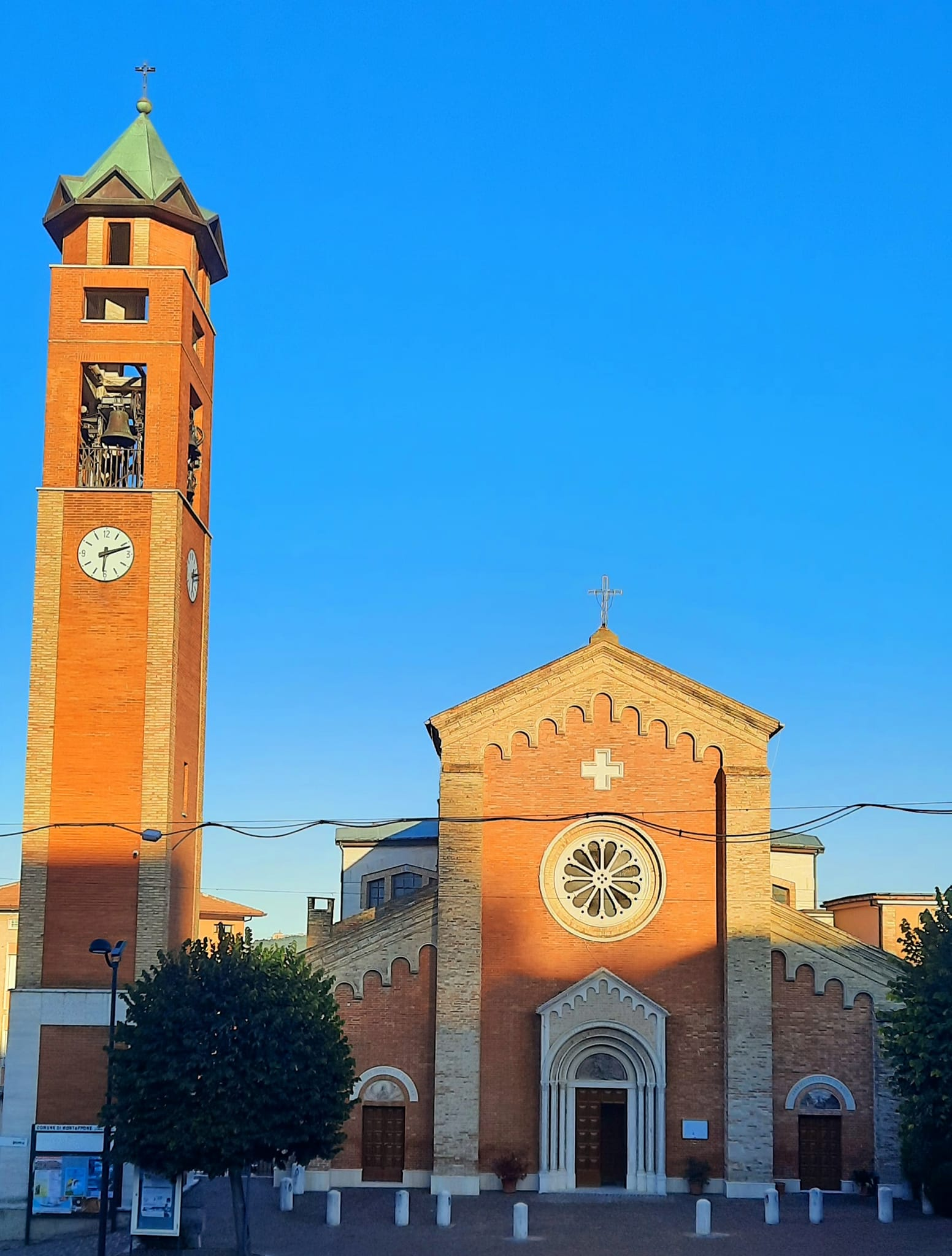
Chiesa di Santa Maria e San Giorgio.

Montappone è un comune italiano di 1 543 abitanti. Il paese è conosciuto per essere nel "centro internazionale del cappello".

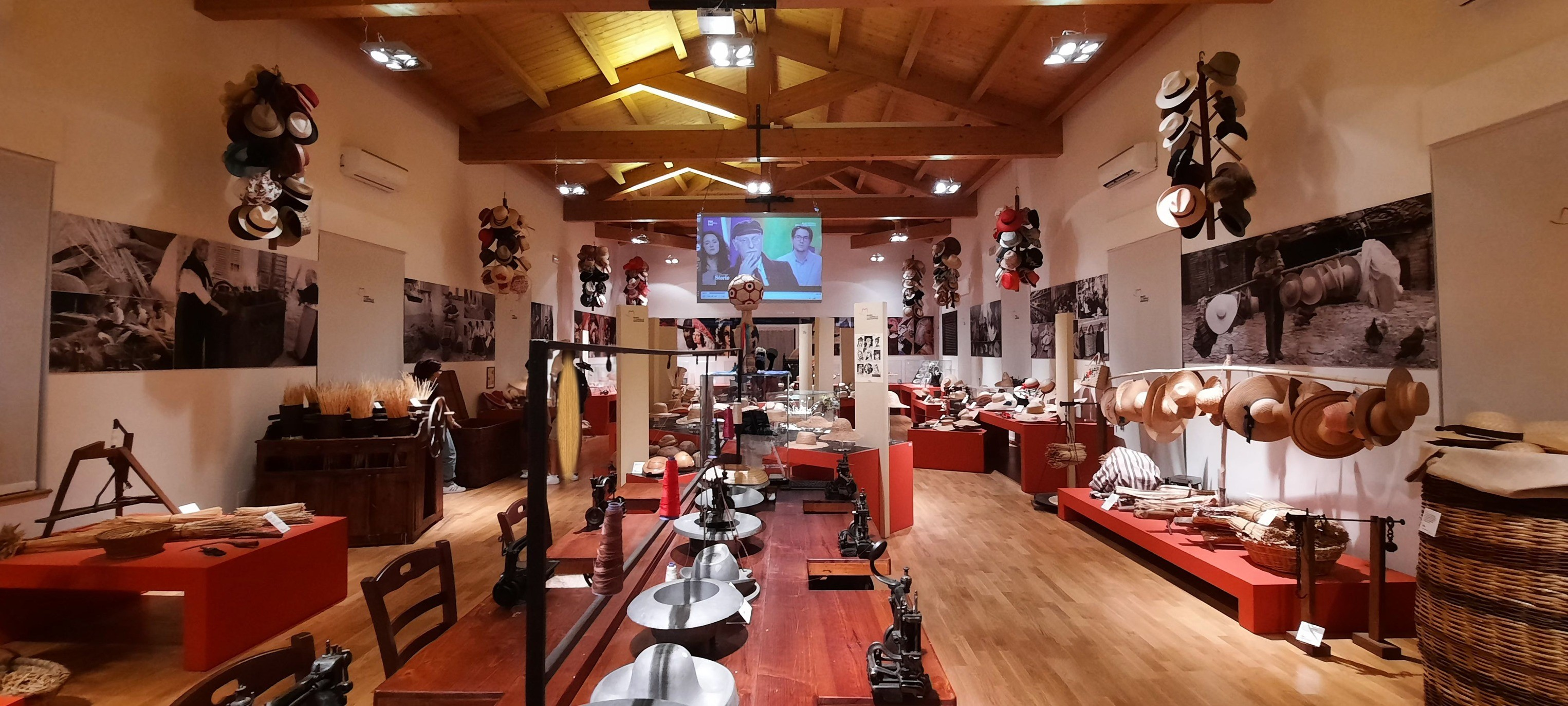
Museo del Cappello di Montappone.

## Monumenti e luoghi d'interesse

### Architetture religiose
- Oratorio del Sacramento, con portale trecentesco, conserva affreschi di Vincenzo Pagani.
- Chiesa di Santa Maria in Castello settecentesca, nella parte più alta del Vecchio Borgo.

### Aree naturalistiche
- Vulcanello di fango "Lu Vullicaru" con sentiero naturalistico (Via Spazzi).[4]
- Chiesa della Madonna di Gagliano.[5]

## Cultura

### Musei e mostre
- Museo del cappello[6]
- Mostra permanente "Il cappellaio pazzo"[7]

### Arte
Il pittore Ubaldo Bartolini nacque a Montappone nel 1944.

## Economia

### Artigianato
Montappone è un paese famoso per la produzione del cappello. Nonostante il suo territorio e popolazione ristretti il paese vanta la presenza di numerose industrie per la produzione di cappelli di ogni foggia. Sebbene il cappello classico e artigianale prodotto in questa zona è quello realizzato con paglia di grano di jervicella (un grano antico delle Marche, caratterizzato da uno stelo lungo e flessibile) e intrecciato a mano, attualmente le diverse industrie del territorio si sono specializzate nelle diverse lavorazioni come, ad esempio, feltro, tessuto, lana e carta tessile. Montappone è uno dei paesi del cosiddetto "Distretto del cappello" in provincia di Fermo, ovvero un territorio altamente specializzato nella produzione dei complementi di abbigliamento e anche negli accessori (acconciature, borse, sciarpe) che, oltre Montappone, comprende i comuni di Falerone, Massa Fermana e Monte Vidon Corrado.

## Cucina
La cucina locale è ricca delle specialità tipiche del fermano.
Specialità tipica del paese sono i Caciu' con il ripieno di fave (variante dei calcioni marchigiani) e il sugo "de lo vatte" utilizzato come condimento per rigatoni (in gergo locale "moccolotti") o per i vincisgrassi.
Originario di Montappone è anche il cuoco Cesare Tirabasso, divenuto famoso nei primi anni del Novecento per aver cucinato per il Principe Umberto di Savoia e, in seguito, aver pubblicato due manuali di cucina: Guida in cucina e Il cuoco classico.

## Società

### Evoluzione demografica
Abitanti censiti

## Amministrazione
| Periodo        | Periodo        | Primo cittadino    | Partito                                                       | Carica  | Note   |
| -------------- | -------------- | ------------------ | ------------------------------------------------------------- | ------- | ------ |
| 23 luglio 1986 | 22 maggio 1990 | Luigino Moglianesi | Partito Comunista Italiano                                    | Sindaco | [ 12 ] |
| 22 maggio 1990 | 24 aprile 1995 | Luigino Moglianesi | Partito Comunista Italiano Partito Democratico della Sinistra | Sindaco | [ 12 ] |
| 24 aprile 1995 | 14 giugno 1999 | Luigino Moglianesi | Centro-sinistra                                               | Sindaco | [ 12 ] |
| 14 giugno 1999 | 14 giugno 2004 | Ferruccio Vecchi   | Lista civica                                                  | Sindaco | [ 12 ] |
| 14 giugno 2004 | 7 giugno 2009  | Ferruccio Vecchi   | Lista civica                                                  | Sindaco | [ 12 ] |
| 8 giugno 2009  | 25 maggio 2014 | Giuseppe Mochi     | Lista civica                                                  | Sindaco | [ 12 ] |
| 26 maggio 2014 | 27 maggio 2019 | Mauro Ferranti     | Lista civica Fare Comune                                      | Sindaco | [ 12 ] |
| 27 maggio 2019 | 10 giugno 2024 | Mauro Ferranti     | Lista civica                                                  | Sindaco | [ 12 ] |
| 10 giugno 2024 | in carica      | Mario Clementi     | Lista civica Fare Comune                                      | Sindaco | [ 12 ] |